# Rick Otto
Rick Otto (* 10. August 1973 in Baltimore, Maryland) ist ein US-amerikanischer Schauspieler. Bekanntheit erlangte er vor allem durch seine Rollen aus den Serien The Wire und Hollywood Heights.

## Leben und Karriere
Rick Otto wurde als jüngstes von drei Kindern eines Polizisten und einer Krankenschwester in Baltimore geboren. Sein Vater stieg später  zum Leiter der Mordkommission im Polizeidepartement von Baltimore auf, weswegen er nach dem Schulabschluss zunächst ein Jurastudium am Loyola College aufnahm. Auf Anraten des Produzenten und Drehbuchautors Tom Fontana verwarf er diese Pläne und zog stattdessen nach New York City, um sich der Schauspielerei zu widmen. In New York nahm er Schauspielunterricht bei Uta Hagen und war dort in der Folge in mehreren Theaterstücken zu sehen. Das erste Mal war Otto 1995 bei einem Gastauftritt in der Sitcom Saved by the Bell: The New Class vor der Kamera zu sehen. 2000 übernahm er eine kleine Rolle in der Romantischen Komödie Enemies of Laughter. 2002 stellte er die Figur Nick „The Prick“ Collier im schwarzhumorigen Film R.S.V.P. dar. Für seine Darstellung wurde er als Bester Darsteller auf dem Screamfest Film Festival ausgezeichnet.
Von 2004 bis 2008 stellte Otto in einer Nebenrolle in der Serie The Wire Officer Kenneth Dozerman dar. Während dieser Zeit und auch im Anschluss trat er unter anderem in den Serien Without a Trace – Spurlos verschwunden, Navy CIS, Criminal Minds, Desperate Housewives, Dollhouse, Teen Wolf, Perception, CSI: Vegas und Marvels Agents of S.H.I.E.L.D. in Gastrollen auf. 2012 war er in der Soap Hollywood Heights als Colorado in einer Hauptrolle zu sehen. Im selben Jahr übernahm er als Flynt eine Nebenrolle im Film Red Tails. 2016 stellte er als Bernardo Piccinini eine kleine Nebenrolle in der Serie Bosch dar. Anschließend war er unter anderem in American Crime Story, Hawaii Five-0 und Unsolved zu sehen.

## Persönliches
Otto ist seit 1996 mit der britischen Schauspielerin Vanessa Angel verheiratet. Sie haben ein gemeinsames Kind und leben in Los Angeles.

## Filmografie (Auswahl)
- 1995: Saved by the Bell: The New Class (Fernsehserie, Episode 3x07)
- 1996: Crazy World
- 1998: Phantoms
- 2000: Enemies of Laughter
- 2002: R.S.V.P.
- 2002: Meine Tochter ist keine Mörderin (My Daughter’s Tears, Fernsehfilm)
- 2004–2008: The Wire (Fernsehserie, 14 Episoden)
- 2005: The Good Humor Man
- 2006: Without a Trace – Spurlos verschwunden (Without a Trace, Fernsehserie, Episode 5x07)
- 2007: Law & Order: Special Victims Unit (Fernsehserie, Episode 8x16)
- 2007: Navy CIS (NCIS, Fernsehserie, Episode 5x02)
- 2008: Criminal Minds (Fernsehserie, Episode 3x12)
- 2008: Desperate Housewives (Fernsehserie, 2 Episoden)
- 2009: Three Rivers Medical Center (Fernsehserie, Episode 1x04)
- 2010: Dollhouse (Fernsehserie, Episode 2x11)
- 2012: Red Tails
- 2012: The Unknown (Fernsehserie, Episode 1x06)
- 2012: Hollywood Heights (Fernsehserie, 20 Episoden)
- 2013: Teen Wolf (Fernsehserie, Episode 3x06)
- 2014: Perception (Fernsehserie, Episode 2x13)
- 2014: CSI: Vegas (CSI: Crime Scene Investigation, Fernsehserie, Episode 15x03)
- 2015: Marvel’s Agents of S.H.I.E.L.D. (Fernsehserie, Episode 2x15)
- 2015: The Operator – Eine Marble Hornets Story (Always Watching: A Marble Hornets Story)
- 2016: Bosch (Fernsehserie, 4 Episoden)
- 2016: American Crime Story (Fernsehserie, Episode 1x08)
- 2017: Hawaii Five-0 (Fernsehserie, Episode 7x25)
- 2018: Unsolved (Fernsehserie, Episode 1x01)
- 2020: Deadly Sugar Daddy